# Lymantria minora
Lymantria minora este o specie de molii din genul Lymantria, familia Lymantriidae, descrisă de Van Eecke 1828 Conform Catalogue of Life specia Lymantria minora nu are subspecii cunoscute.